# Aleksandra Aleksandrovna Romanova
Aleksandra Aleksandrovna Romanova (San Pietroburgo, 30 agosto 1842 – San Pietroburgo, 10 luglio 1849) è stata la figlia maggiore di Alessandro II di Russia e di Maria Massimiliana d'Assia-Darmstadt. Morì di meningite infantile all'età di sei anni e mezzo.

## Biografia
Alessandra era soprannominata Lina o Sashenka all'interno della famiglia. Il padre traeva piacere dal tenerla con sé mentre lavorava nel suo studio. La sua morte per meningite all'età di sei anni prostrò i suoi genitori. La madre scoppiava in lacrime anche dopo decenni se le si menzionava la figlia maggiore. Il padre mise un fiore essiccato asportato dalla corona funebre nel proprio diario e incorniciò la pagina in nero, per esprimere il proprio lutto. I genitori erano molto eccitati quando ebbero una seconda figlia, la granduchessa Marija Aleksandrovna, perché attendevano da molto una piccola bimba.

## Spiritismo
Si dice che il fantasma di Alessandra e quello del nonno, Nicola I di Russia, siano apparsi durante due sedute spiritiche a palazzo organizzate dalla granduchessa Aleksandra Iosifovna durante gli anni 1860. Lo Zar e altri membri della corte erano appassionati di spiritismo, che era molto in voga all'epoca. In uno di questi incontri il tavolino si alzò di alcuni centimetri, girò e indicò le parole «Dio salvi lo Zar!». Lo Zar e altri presenti affermarono che egli sentì un tocco di dita fantasma. Lo spirito rispose alle domande poste da Alessandro II indicando le lettere dell'alfabeto, scritte velocemente su un foglio di fronte all'Imperatore. Una dama di compagnia in seguito affermò però che le risposte erano senza significato e che erano volte a giocare degli scherzetti piuttosto che a rispondere realmente alle domande dello Zar. La madre di Alessandra si rifiutò di partecipare alla seconda seduta, affermando che i fantasmi erano «spiriti menzogneri», manipolati dal diavolo e che sua figlia non era realmente apparsa.

## Cimeli storici
Un vestito in seta blu indossato da Alessandra era ancora esposto al palazzo d'Inverno cinquant'anni dopo la sua morte, a detta di Margaretta Eagar. «Era una bella bambina bionda, a giudicare dal suo ritratto», scrisse la Eagar, una bambinaia delle quattro figlie di Nicola II e della zarina Aleksandra.

## Nome sfortunato
La Eagar scrisse inoltre che il nome Alessandra era considerato sfortunato all'interno della famiglia Romanov perché molte Alessandra Romanov erano morte da bambine o nell'adolescenza. Il popolo britannico si era infatti stupito del fatto che nessuna delle figlie della Zarina si fosse chiamata in suo onore; la bambinaia spiegò che il nome non era usato proprio perché era considerato molto sfortunato. Altre Alessandra cui il destino riservò una morte in giovane età furono le granduchesse Aleksandra Pavlovna, Aleksandra Nikolaevna e Alessandra Georgievna; Margaretta Eagar scrisse che anche altri rami della famiglia avevano delle figlie chiamate Alessandra, ma nessuna superò i ventuno anni.

## Ascendenza
|                                   |                 |                                                | Genitori                                               |  |  | Nonni |  |  | Bisnonni          |  |  | Trisnonni            |  |
|                                   |                 |                                                |                                                        |  |  |       |  |  | Paolo I di Russia |  |  | Pietro III di Russia |  |
|                                   |                 |                                                |                                                        |  |  |       |  |  | Paolo I di Russia |  |  | Pietro III di Russia |  |
|                                   |                 | Caterina II di Russia                          |                                                        |  |  |       |  |  | Paolo I di Russia |  |  |                      |  |
| Nicola I di Russia                |                 |                                                |                                                        |  |  |       |  |  | Paolo I di Russia |  |  |                      |  |
|                                   |                 | Sofia Dorotea di Württemberg                   | Federico II Eugenio di Württemberg                     |  |  |       |  |  |                   |  |  |                      |  |
|                                   |                 | Sofia Dorotea di Württemberg                   | Federico II Eugenio di Württemberg                     |  |  |       |  |  |                   |  |  |                      |  |
|                                   |                 | Sofia Dorotea di Württemberg                   | Federica Dorotea di Brandeburgo-Schwedt                |  |  |       |  |  |                   |  |  |                      |  |
| Alessandro II di Russia           |                 | Sofia Dorotea di Württemberg                   |                                                        |  |  |       |  |  |                   |  |  |                      |  |
|                                   |                 | Federico Guglielmo III di Prussia              | Federico Guglielmo II di Prussia                       |  |  |       |  |  |                   |  |  |                      |  |
|                                   |                 | Federico Guglielmo III di Prussia              | Federico Guglielmo II di Prussia                       |  |  |       |  |  |                   |  |  |                      |  |
|                                   |                 | Federico Guglielmo III di Prussia              | Federica Luisa d'Assia-Darmstadt                       |  |  |       |  |  |                   |  |  |                      |  |
| Carlotta di Prussia               |                 | Federico Guglielmo III di Prussia              |                                                        |  |  |       |  |  |                   |  |  |                      |  |
|                                   |                 | Luisa di Meclemburgo-Strelitz                  | Carlo II di Meclemburgo-Strelitz                       |  |  |       |  |  |                   |  |  |                      |  |
|                                   |                 | Luisa di Meclemburgo-Strelitz                  | Carlo II di Meclemburgo-Strelitz                       |  |  |       |  |  |                   |  |  |                      |  |
|                                   |                 | Luisa di Meclemburgo-Strelitz                  | Federica Carolina Luisa d'Assia-Darmstadt              |  |  |       |  |  |                   |  |  |                      |  |
| Aleksandra Aleksandrovna Romanova |                 | Luisa di Meclemburgo-Strelitz                  |                                                        |  |  |       |  |  |                   |  |  |                      |  |
|                                   | Luigi I d'Assia | Luigi IX d'Assia-Darmstadt                     |                                                        |  |  |       |  |  |                   |  |  |                      |  |
|                                   | Luigi I d'Assia | Luigi IX d'Assia-Darmstadt                     |                                                        |  |  |       |  |  |                   |  |  |                      |  |
|                                   | Luigi I d'Assia | Carolina del Palatinato-Zweibrücken-Birkenfeld |                                                        |  |  |       |  |  |                   |  |  |                      |  |
| Luigi II d'Assia                  | Luigi I d'Assia |                                                |                                                        |  |  |       |  |  |                   |  |  |                      |  |
|                                   |                 | Luisa d'Assia-Darmstadt                        | Giorgio Guglielmo d'Assia-Darmstadt                    |  |  |       |  |  |                   |  |  |                      |  |
|                                   |                 | Luisa d'Assia-Darmstadt                        | Giorgio Guglielmo d'Assia-Darmstadt                    |  |  |       |  |  |                   |  |  |                      |  |
|                                   |                 | Luisa d'Assia-Darmstadt                        | Maria Luisa Albertina di Leiningen-Dagsburg-Falkenburg |  |  |       |  |  |                   |  |  |                      |  |
| Maria d'Assia-Darmstadt           |                 | Luisa d'Assia-Darmstadt                        |                                                        |  |  |       |  |  |                   |  |  |                      |  |
|                                   |                 | Carlo Luigi di Baden                           | Carlo Federico di Baden                                |  |  |       |  |  |                   |  |  |                      |  |
|                                   |                 | Carlo Luigi di Baden                           | Carlo Federico di Baden                                |  |  |       |  |  |                   |  |  |                      |  |
|                                   |                 | Carlo Luigi di Baden                           | Carolina Luisa d'Assia-Darmstadt                       |  |  |       |  |  |                   |  |  |                      |  |
| Guglielmina di Baden              |                 | Carlo Luigi di Baden                           |                                                        |  |  |       |  |  |                   |  |  |                      |  |
|                                   |                 | Amalia d'Assia-Darmstadt                       | Luigi IX d'Assia-Darmstadt                             |  |  |       |  |  |                   |  |  |                      |  |
|                                   |                 | Amalia d'Assia-Darmstadt                       | Luigi IX d'Assia-Darmstadt                             |  |  |       |  |  |                   |  |  |                      |  |
|                                   |                 | Amalia d'Assia-Darmstadt                       | Carolina del Palatinato-Zweibrücken-Birkenfeld         |  |  |       |  |  |                   |  |  |                      |  |
|                                   |                 | Amalia d'Assia-Darmstadt                       |                                                        |  |  |       |  |  |                   |  |  |                      |  |